# チミジル酸シンターゼ(FAD)

テトラヒドロ葉酸（THF）による代謝とビタミンB12によるTHFの再生産、:de:Folsäure=葉酸、DHF=ジヒドロ葉酸、THF=テトラヒドロ葉酸、Vit.B12=ビタミンB12、Methyl-Vit.B12=メチルコバラミン、Methionin=メチオニン、Methionin Syntase=5-メチルテトラヒドロ葉酸-ホモシステインメチルトランスフェラーゼ、Homocystein=ホモシステイン、N5-Methyl-THF=5-メチルテトラヒドロ葉酸、N5,N10-Methylene-THF=5,10-メチレンテトラヒドロ葉酸、N10-Formyl-THF=10-ホルミルテトラヒドロ葉酸、dUMP=デオキシウリジン一リン酸、NADPH、DNA

チミジル酸シンターゼ (FAD) (英:Thymidylate synthase (FAD))(EC 2.1.1.148)は、次の反応を触媒する酵素である。
5,10-メチレンテトラヒドロ葉酸 + デオキシウリジン一リン酸（dUMP） + FADH2 {\displaystyle \rightleftharpoons } チミジル酸（dTMP） + ジヒドロ葉酸 + FAD
この酵素は、特に一炭素基を移転させるメチル転移酵素であり転移酵素グループに属する。